# 阿迪蒂突击队

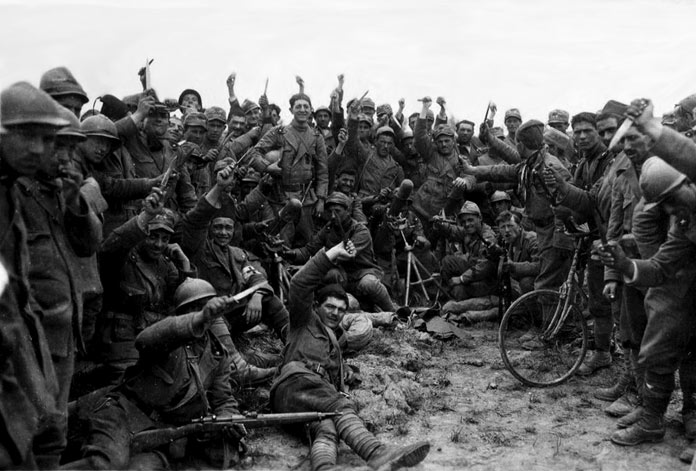
阿爾帝提突击队队员们挥舞着匕首，摄于1918年。

阿爾帝提突击队（Arditi，人稱「敢死隊」）是一战时意大利皇家陆军的一支精锐特种部队。阿爾帝提的本意是勇敢者。阿爾帝提突击队由巴斯上校于1917年夏季创建，负责在战斗中为后续部队打开进攻道路，它不属于任何步兵师，而是单独指挥。
阿爾帝提突击队的战斗十分成功，他们战功累累并在意大利军事史上留名，最终于1920年复员。阿爾帝提突击队的名字在1919-20年间被阜姆占领军的指挥官，加布里埃爾·鄧南遮启用。大部分的队员都曾是意大利皇家陆军的军人，队员穿戴黑衬衫和黑土耳其毯帽，这成为后来黑衫军的标志。

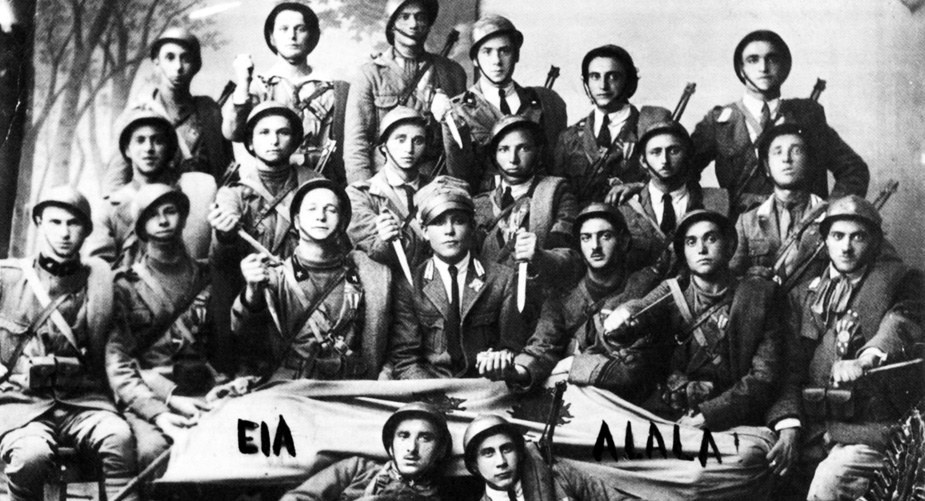
Arturo Avolio中尉指挥下的阿爾帝提突击队员们。

## 第一次世界大战

### 早期的实验
突击队的概念早在1914年便出现。意大利皇家陆军每一个团都抽出一个小组，这些小组接受了敌后作战的训练。第一个小组在曼扎诺创建并训练，在当地会在七月最后一个星期日纪念此事。
有人认为所谓"死亡连队"和战斗工兵等也应该作为突击队看待。这些工兵会穿戴盔甲和法里纳式头盔（Farina helmets)。由于常常需要执行爆破任务，这些部队的损失很高。
突击队的任务不只是为步兵进攻打开道路，还要在敌方阵地冲击。最勇敢的志愿者（尤其是不畏惧炮弹在身边爆炸者）方可加入。成员都学习击剑，在近距离战斗中表现纯熟。一旦他们准备完毕，便会带着匕首和手榴弹前往前线，之所以不使用步枪是因为在狭窄的战壕中步枪使用不便。在友军炮火掩护下，队员会冲进敌方战壕，有时候友军火炮刚击发便开始冲锋，以便在敌方还在躲避炮火时便进入战壕。实战中这种战术很成功，队员需要在战壕中坚守一日直到友军接替。每一次战斗都有可能失去25% 到50%的成员，突击队的口号是"胜利或者死亡"(O la vittoria, o tutti accoppati）。每个部队通常有13个军官和400个志愿士兵，在1916年四月的蒙特奥斯瓦尔多战役中有一支突击队全滅。

### 建立和戰鬥
1917年，阿爾帝提突击队在由朱佩赛·巴斯指挥的第八军团48师正式建立。当年三月时意大利最高指挥部已经得知奥匈帝国建立风暴突击队的消息并决定建立同样的部队。
由于装备和训练上的争执，部队的建立被推迟到了1917年7月29日，維托里奧·埃馬努埃萊三世亲自批准阿爾帝提突击队建立。
阿爾帝提突击队的训练不同于普通步兵。意大利陆军参考了德军風暴突擊队，在曼扎诺建立起一所训练学校。第一个部队在第二军建立，在卡波雷托战役开始时已经有27支突击队建立完成了，不过实战的部队并不多。合共一万八千名军人在突击队服役，大部分的部队都在皮亚韦河之战中战斗过，突击队员游泳过河并袭击了德国和奥匈帝国的部队，他们以"皮亚韦河的鳄鱼"（Caimani del Piave）闻名。考虑到奥匈军队有硬领保护脖子，过河的突击队员广泛使用了 Resolza刀以刺穿敌方的硬领（其他突击队员使用普通匕首）。
1918年六月，一个师的突击队被调由奧塔維沃·索皮大将指挥，这个师随后扩编为军团，战争结束时已经有25个突击队，大部分突击队都划分入神枪手（Bersaglieri）
阿爾帝提突击队在维托里奥·维内托战役中立下大功，使意大利陆军最终在1918年十一月击败奥匈陆军，部队于1920年一月复员。

### 意大利语
- Balsamini, Luigi, Gli Arditi del Popolo. Dalla guerra alla difesa del popolo contro le violenze fasciste, Casalvelino Scalo, Galzerano, 2002.
- Cordova, Ferdinando, Arditi e legionari dannunziani, Padova, Marsilio, 1969.
- Francescangeli, Eros, Arditi del Popolo. Argo Secondari e la prima organizzazione antifascista (1917–1922), Roma, Odradek, 2000.
- Fuschini, Ivan, Gli Arditi del Popolo, prefazione di Arrigo Boldrini, Ravenna, Longo, 1994.
- Rossi, Marco, Arditi, non gendarmi! Dall’arditismo di guerra agli arditi del popolo 1917-1922, Pisa, BFS, 1997.